# Sîtovîci, Kovel
Sîtovîci (în ucraineană Ситовичі) este localitatea de reședință a comunei Sîtovîci din raionul Kovel, regiunea Volînia, Ucraina.

## Demografie
Componența lingvistică a localității Sîtovîci
     Ucraineană (99,4%)
     Alte limbi (0,3%)
Conform recensământului din 2001, majoritatea populației localității Sîtovîci era vorbitoare de ucraineană (99,4%), existând în minoritate și vorbitori de alte limbi.